# Lliga Amateur de Jalisco
La Lliga Amateur de Jalisco, també coneguda com a Lliga d'Occident (Liga de Occidente) fou una competició futbolística, organitzada per la Federación Deportiva de Occidente de Aficionados, i que es disputà entre equips de la ciutat de Guadalajara entre els anys 1908 i 1943.
Fou un torneig anterior a la professionalització del futbol mexicà, que arribà l'any 1943 amb la creació de la Lliga mexicana de futbol.

## Història
A partir de 1906, els partits de futbol a Guadalajara ja eren força habituals, entre clubs com Guadalajara, Atlético Occidental, Excelsior, Liceo de Varones, Cuauhtémoc i Iturbide, i la necessitat de crear una lliga organitzada es feia evident. A partir de 1908 es concreta el projecte amb la creació de la Liga Tapatía de fútbol, amb Rafael Orozco (Club Deportivo Guadalajara) com a primer president.
Las primeres dues temporades foren guanyades pel Club Guadalajara. L'any 1910, però, esclatà la Revolució mexicana fet que portà molts problemes a l'organització del torneig. Molts terrenys de joc van ser utilitzats com trinxeres i camps de batalla. Gràcies al suport dels clubs, la temporada 1910-11 acabà disputant-se amb el tiomf del Club Liceo de Varones, un club de seminaristes, naixent la primera gran rivalitat de la ciutat entre el Guadalajara i el Liceo.
El 1916 es fundà el Club Atlas amb forta influència anglesa. Estava format per joves mexicans de classe alta que havien estudiat a Anglaterra. Començà una nova rivalitat, aquest cop entre Atlas i Guadalajara, doncs, a més de la rivalitat esportiva, hi havia rivalitat social, classe alta (Atlas) vs classe treballadora (Guadalajara). Del 1917 al 1921 l'Atlas dominà la lliga, fins que el Guadalajara trencà aquesta ratxa amb el triomf al campionat de 1921-22.
L'any 1926 s'organitzà la primera selecció de Jalisco que representà la regió en partits i tornejos internacionals. Fou formada pels millor jugadors dels clubs Guadalajara, Atlas, Nacional, Morelos i Oro. Molts d'aquest jugadors foren observats pels grans equips de la capital, que els fitxaren, debilitant així els club de Jalisco.
La temporada 1926/27 està a punt de produir-se un cisma a la competició que finalment es resol amb la unió definitiva sota un nou organisme anomenat Federación Deportiva Occidental. L'any 1933 la lliga s'afilià a la Federación Jalisciense de Aficionados. El creixement del futbol a la regió fou molt important i l'any 1940, la principal lliga del país, la Lliga Amateur del Districte Federal convidà la selecció de Jalisco a participar en el seu torneig. Hi participà fins al 1943. Un nou cisma té lloc el 1942. Una disputa de la federació amb el CD Oro provoca que diversos clubs se separin formant l'associació Fútbol Unido de Occidente. El campionat fou guanyat pel mateix Oro.
L'any 1943 es feu un pas endavant i la lliga de Jalisco, s'uní a la Lliga Veracruzana i a la del Distrito Federal per formar la Liga Mayor, la primera lliga nacional i, a més, professional. Club Deportivo Guadalajara, Atlas i més tard Oro foren convidats a la nova lliga.

## Historial
| - 1908-09 Guadalajara - 1909-10 Guadalajara - 1910-11 Liceo de Varones - 1911-12 Guadalajara - 1912-13 Liceo de Varones - 1913-14 Liceo de Varones - 1914-15 No es disputà - 1915-16 No se disputà - 1916-17 Colón | - 1917-18 Atlas - 1918-19 Atlas - 1919-20 Atlas - 1920-21 Atlas - 1921-22 Guadalajara - 1922-23 Guadalajara - 1923-24 Guadalajara - 1924-25 Guadalajara - 1925-26 Nacional | - 1926-27 Nacional - 1927-28 Guadalajara - 1928-29 Guadalajara - 1929-30 Guadalajara - 1930-31 Nacional - 1931-32 Nacional - 1932-33 Guadalajara - 1933-34 Nacional - 1934-35 Guadalajara | - 1935-36 Atlas - 1936-37 Nacional - 1937-38 Guadalajara - 1938-39 Nacional - 1939-40 Oro - 1940-41 S.U.T.A.J. - 1941-42 Rastro - 1942-43 Oro |